# 1948年ロンドンオリンピックのサッカー競技
1948年ロンドンオリンピックのサッカー競技（1948ねんロンドンオリンピックのサッカーきょうぎ）は、7月26日に開幕した。8月13日に決勝戦が行われ、金メダルを獲得したのはスウェーデンであった。

## 概要
第二次世界大戦の影響により1940年、1944年の大会が中止されたため、オリンピックにおけるサッカー競技の開催も1936年ベルリンオリンピック以来12年ぶりの開催となった。開催国がイギリスと言う事もあり、久しぶりにイギリス代表が組織され、大会に登場した。この時代は東西冷戦構造の端緒に辺り、以降オリンピックのサッカー競技にもその影響を及ぼす事になる。東西の対立構造の観点から言及すれば、この大会で優勝したスウェーデンが最後の西側のアマチュアチームとなった。

## 大会方式
参加国は18ヶ国となり、この数でトーナメントを行うために、ルクセンブルクとアフガニスタン、オランダとアイルランドで予選を行い、この勝者2チームと残り14チームの合わせて16ヶ国で、1回戦を行った。

## 参加国
参加国は以下の18ヶ国である。
- アフガニスタン
- オーストリア
- 中華民国
- デンマーク
- エジプト
- フランス
- イギリス
- アイルランド
- インド
- イタリア
- 韓国
- ルクセンブルク
- メキシコ
- オランダ
- スウェーデン
- トルコ
- アメリカ合衆国
- ユーゴスラビア

## 試合結果

### 予選
| 7月26日 |  | ルクセンブルク | 6 | - | 0 | アフガニスタン |
| 7月26日 |  | オランダ       | 3 | - | 1 | アイルランド   |

### 1回戦
| 7月31日 |  | ユーゴスラビア | 6 | - | 1 | ルクセンブルク |
| 7月31日 |  | デンマーク     | 3 | - | 1 | エジプト       |
| 7月31日 |  | イギリス       | 4 | - | 3 | オランダ       |
| 7月31日 |  | フランス       | 2 | - | 1 | インド         |
| 8月2日  |  | トルコ         | 4 | - | 0 | 中華民国       |
| 8月2日  |  | スウェーデン   | 3 | - | 0 | オーストリア   |
| 8月2日  |  | メキシコ       | 3 | - | 5 | 韓国           |
| 8月2日  |  | イタリア       | 9 | - | 0 | アメリカ合衆国 |

### 準々決勝
| 8月5日 |  | トルコ       | 1  | - | 3 | ユーゴスラビア |
| 8月5日 |  | スウェーデン | 12 | - | 0 | 韓国           |
| 8月5日 |  | イギリス     | 1  | - | 0 | フランス       |
| 8月5日 |  | デンマーク   | 5  | - | 3 | イタリア       |

### 準決勝
| 8月10日 |  | デンマーク | 2 | - | 4 | スウェーデン   |
| 8月11日 |  | イギリス   | 1 | - | 3 | ユーゴスラビア |

### 3位決定戦
| 8月13日 |  | デンマーク | 5 | - | 3 | イギリス |

### 決勝
| 8月13日 |  | ユーゴスラビア | 1 | - | 3 | スウェーデン |

## 最終結果
| 順位 | 国・地域       |
| ---- | -------------- |
| 1    | スウェーデン   |
| 2    | ユーゴスラビア |
| 3    | デンマーク     |
| 4    | イギリス       |

## 各国メダル数
| 順 | 国・地域       | 金 | 銀 | 銅 | 計 |
| -- | -------------- | -- | -- | -- | -- |
| 1  | スウェーデン   | 1  | 0  | 0  | 1  |
| 2  | ユーゴスラビア | 0  | 1  | 0  | 1  |
| 3  | デンマーク     | 0  | 0  | 1  | 1  |